# G-plek
De gräfenbergplek of G-plek (Engels G spot), genoemd naar Ernst Gräfenberg, is een erogene zone van de vrouw. Stimulatie van de G-plek veroorzaakt voor sommige vrouwen een heviger en bevredigender orgasme.
De G-plek bevindt zich in de schede bij het schaambeen. De G-plek voelt als een ribbelig stukje, zo'n 5 centimeter diep in de schede, aan de kant van de buik. Het bevindt zich voor de A-plek.

## Onderzoek
Studies aan het Masters en Johnson Instituut wezen uit dat minder dan 10% van het aantal onderzochte vrouwen een gevoelige plek had in hun vagina. Men liet in het midden of dit nu de bekende G-plek was of niet.
Ook John D. Perry en Beverly Whipple deden onderzoek. In een van hun rapporten schreven ze dat na stimulatie van de G-plek de meeste vrouwen een erotische sensatie voelden en nadien een orgasme bereikten dat dieper was dan het orgasme door clitorale stimulatie. Bij één op de tien vrouwen uit het onderzoek die reageerden op de stimulatie van de G-plek werd ook een soort ejaculaat van wit vocht uit de urinebuis opgemerkt. Men dacht eerst dat het urine betrof, maar verder chemisch onderzoek wees uit dat dit niet het geval was. Het ejaculaat had dezelfde samenstelling als de prostaatcomponent van het mannelijke sperma. Men trof grote hoeveelheden fructose en enzymen aan .
Patholoog Robert Mallon is een van de weinige mensen die in de jaren tachtig onderzoek hebben gedaan naar de G-plek op lijken . Bij 42 vrouwen werd tijdens een autopsie klierweefsel gevonden dat erg leek op het weefsel waaruit de mannelijke prostaat bestaat. Zijn onderzoek werd later nog eens overgedaan. Dit keer werden de volledige urinebuis en het omliggende weefsel van 17 vrouwenlijken onderzocht. Bij meer dan 80% van de autopsies werd prostaatweefsel aangetroffen.
Desondanks blijft de G-plek een controversieel onderwerp. De clitoris is homoloog aan de penis. Op fysiologische gronden is het logischer om aan te nemen, dat de clitoris een kleine uitwendige structuur is, die verbonden is met een uitgebreid netwerk van inwendig zenuwweefsel. De G-plek kan een onderdeel van deze inwendige structuur zijn.
Nadat 100 studies naar de G-plek nader waren onderzocht, concludeerde professor Amichai Kilchevsky begin 2012 dat het bestaan van de G-plek nog steeds niet is bewezen.